# Costantino di Braganza
Costantino di Braganza (1528 – 14 luglio 1575) fu un principe di Braganza e viceré d'India e successivamente di Ceylon.

## Biografia
Era figlio di Giacomo di Braganza e della sua seconda moglie Joana de Mendonça.
A diciannove anni venne ricevette da Giovanni III del Portogallo l'incarico di ambasciatore per assistere alla cerimonia battesimale del figlio di Enrico II di Francia.
Nel 1558 la regina reggente Caterina lo nominò governatore dell'India portoghese: Costantino lasciò Lisbona il 7 aprile 1558 e arrivò a Goa il 3 settembre.
Arrivato sul posto, riorganizzò l'amministrazione locale e conquistò Daman, Ceylon e l'isola di Manar.
Una prima spedizione guidata da Costantino nel 1560 non riuscì a sottomettere il regno di Jaffna; nel giugno 1619 si riuscirono a organizzare due spedizioni, nonostante la forte resistenza da parte di Cankili II: una navale, che si scontrò con i corsari del Malabar, e una di terra guidata da Filipe de Oliveira che riuscì ad ottenere la vittoria definitiva. Con la conquista di Jaffna veniva rafforzato il controllo sulle vie marittime portoghesi.
Durante la sua permanenza in India fu protettore di Luís de Camões.
Divenne più tardi anche governatore di Ribeira Grande e Santo Antão.
Fece ritorno in Portogallo dove sposò la cugina Maria de Melo, figlia di Rodrigo de Melo, I marchese di Ferreira e della sua consorte Brites de Meneses (quest'ultima era figlia di Antão de Almada, III conte di Avranches, nipote di Álvaro Vaz de Almada, I conte di Avranches) Morì nel 1575

## Ascendenza
|                           |   |                           | Genitori                           |  |  | Nonni |  |  | Bisnonni                 |  |  | Trisnonni             |  |
|                           |   |                           |                                    |  |  |       |  |  | Ferdinando I di Braganza |  |  | Alfonso I di Braganza |  |
|                           |   |                           |                                    |  |  |       |  |  | Ferdinando I di Braganza |  |  | Alfonso I di Braganza |  |
|                           |   | Beatrice Pereira de Alvim |                                    |  |  |       |  |  | Ferdinando I di Braganza |  |  |                       |  |
| Ferdinando II di Braganza |   |                           |                                    |  |  |       |  |  | Ferdinando I di Braganza |  |  |                       |  |
|                           |   | Joana de Castro           | João de Castro, signore di Cadaval |  |  |       |  |  |                          |  |  |                       |  |
|                           |   | Joana de Castro           | João de Castro, signore di Cadaval |  |  |       |  |  |                          |  |  |                       |  |
|                           |   | Joana de Castro           | Leonor da Cunha                    |  |  |       |  |  |                          |  |  |                       |  |
| Giacomo di Braganza       |   | Joana de Castro           |                                    |  |  |       |  |  |                          |  |  |                       |  |
|                           |   | Ferdinando d'Aviz         | Edoardo del Portogallo             |  |  |       |  |  |                          |  |  |                       |  |
|                           |   | Ferdinando d'Aviz         | Edoardo del Portogallo             |  |  |       |  |  |                          |  |  |                       |  |
|                           |   | Ferdinando d'Aviz         | Eleonora di Trastámara             |  |  |       |  |  |                          |  |  |                       |  |
| Isabel de Viseu           |   | Ferdinando d'Aviz         |                                    |  |  |       |  |  |                          |  |  |                       |  |
|                           |   | Beatrice d'Aviz           | Giovanni d'Aviz                    |  |  |       |  |  |                          |  |  |                       |  |
|                           |   | Beatrice d'Aviz           | Giovanni d'Aviz                    |  |  |       |  |  |                          |  |  |                       |  |
|                           |   | Beatrice d'Aviz           | Isabella di Braganza               |  |  |       |  |  |                          |  |  |                       |  |
| Costantino di Braganza    |   | Beatrice d'Aviz           |                                    |  |  |       |  |  |                          |  |  |                       |  |
|                           | … | …                         |                                    |  |  |       |  |  |                          |  |  |                       |  |
|                           | … | …                         |                                    |  |  |       |  |  |                          |  |  |                       |  |
|                           | … | …                         |                                    |  |  |       |  |  |                          |  |  |                       |  |
| Diogo de Mendonça         | … |                           |                                    |  |  |       |  |  |                          |  |  |                       |  |
|                           |   | …                         | …                                  |  |  |       |  |  |                          |  |  |                       |  |
|                           |   | …                         | …                                  |  |  |       |  |  |                          |  |  |                       |  |
|                           |   | …                         | …                                  |  |  |       |  |  |                          |  |  |                       |  |
| Joana de Mendonça         |   | …                         |                                    |  |  |       |  |  |                          |  |  |                       |  |
|                           |   | …                         | …                                  |  |  |       |  |  |                          |  |  |                       |  |
|                           |   | …                         | …                                  |  |  |       |  |  |                          |  |  |                       |  |
|                           |   | …                         | …                                  |  |  |       |  |  |                          |  |  |                       |  |
| …                         |   | …                         |                                    |  |  |       |  |  |                          |  |  |                       |  |
|                           |   | …                         | …                                  |  |  |       |  |  |                          |  |  |                       |  |
|                           |   | …                         | …                                  |  |  |       |  |  |                          |  |  |                       |  |
|                           |   | …                         | …                                  |  |  |       |  |  |                          |  |  |                       |  |
|                           |   | …                         |                                    |  |  |       |  |  |                          |  |  |                       |  |